# Selidosema duponcheliaria
Selidosema duponcheliaria är en fjärilsart som beskrevs av Lefèbvre 1831. Selidosema duponcheliaria ingår i släktet Selidosema och familjen mätare. Inga underarter finns listade i Catalogue of Life.